# Kobylice (Basse-Silésie)
Pour l’article homonyme, voir Kobylice.
Kobylice est une localité polonaise de la gmina et du powiat de Trzebnica en voïvodie de Basse-Silésie.